# 北海道千歳北陽高等学校
北海道千歳北陽高等学校（ほっかいどう ちとせほくようこうとうがっこう）は、北海道千歳市北陽2丁目にある道立高等学校。

## 沿革
1970年3月、千歳市道立高等学校新設促進期成会が結成された。1972年12月2日、北海道教育委員会が新設校の校名「北海道千歳北陽高等学校」に決定した。この日が開校記念日になった。同月20日、千歳高等学校に開校事務取扱い事務室を設置し、22日に北海道議会定例会で北海道立学校設置条例の一部改正する条例が議決し25日に公布され、翌年4月1日に千歳北陽高等学校を設置することが決定した。1973年2月、制服・校章・スクールカラーが決定した。4月に千歳北陽高等学校を学校設置し、10日に開校式と同時に入学式も施行した。12月に仮校舎増築工事が完了した。1975年4月、校舎第一期工事（新築）、9月に体育館が着工し、12月10日に校舎第一期工事が完了した。27日に仮校舎から新校舎に移転した。1976年3月、体育館が完成し、6月に校舎第二期工事が着工した。1977年3月、校舎第二期工事が完了したことで校舎が完成した。
2002年からはベトナム・カンボジアへ短期海外研修を行うようになった。2009年9月、2011年度より普通科フィールド制の導入することが決定された。2011年4月、普通科フィールド制を導入した。2022年4月、普通科から総合学科に学科転換と、アンビシャススクールが導入された。

### 年表
- 1970年（昭和45年）- 千歳市道立高等学校新設促進期成会が結成。
- 1972年（昭和47年）- 校名決定、開校事務取扱い事務室を設置、新設校の設置決定。
- 1973年（昭和48年）- 制服を決定、校章・スクールカラー決定、北海道千歳北陽高等学校が開校、仮校舎増築工事が完了。
- 1974年（昭和49年）- 校歌（作詞：勝承夫、作曲：堀内敬三）を制定した[2]。
- 1975年（昭和50年）- グラウンド完成、校舎第一期工事完成、仮校舎から新校舎に移転。
- 1976年（昭和51年）- 体育館が完成、外溝工事完成[2]。
- 1977年（昭和52年）- 校舎第二期工事完了し校舎完成。
- 1978年（昭和53年）- 武道場が完成[2]。
- 1994年（平成6年）- 水泳プール完成[2]。
- 1997年（平成9年）- グラウンド改修第一期工事完成[2]。
- 1998年（平成10年）- 屋内体育館改修工事完了、グラウンド改修第二期工事完成[2]。
- 1999年（平成11年）- 校舎改修工事完成、施設整備工事完成[2]。
- 2003年（平成15年）- 二学期制を導入、制服変更[2]。
- 2004年（平成16年）- 学校教育目標を改訂[2]。
- 2005年（平成17年）- 武道場の改修工事完成[2]。
- 2006年（平成18年）- 校訓制定、体育館の改修工事完成[2]。
- 2007年（平成19年）- 文部科学省キャリア教育調査研究推進校指定[2]。
- 2008年（平成20年）- 千歳科学技術大学との連携協定締結[2]。
- 2009年（平成21年）- 学年制フィールド制の2011年度導入を決定。
- 2011年（平成23年）- 学校教育目標を一部改訂、学年制フィールド制導入[2]。
- 2012年（平成24年）- 青少年赤十字に加盟[2]。
- 2016年（平成28年）- 第一期校舎大規模改造工事[2]。
- 2018年（平成30年）- 第二期校舎大規模改造工事[2]。
- 2020年（令和2年）- 北海道ハイテクノロジー専門学校と高専連携協定を締結[4]。
- 2022年（令和4年）- 総合学科に学科転換、アンビシャススクール導入。

## 教育目標
- 責任ある選択と正しい行動を求め、しなやかでたくましく生きる人を育成する[5]。
- 夢の実現に向かって、進んで学び考える人を育成する[5]。
- 自らを律し志を高く持ち、社会の発展に貢献する人を育成する[5]。

## 教育課程
- 全日制課程
  - 総合学科

## 学校行事
学校行事は以下の通り。
- 4月 - 前期始業式、入学式、基礎力診断テスト、大学･看護学校共通模試（3年）、宿泊研修（1年）
- 5月 - 公務員模試（3年）、実力診断テスト（2年）
- 6月 - 実力診断テスト（3年）、大学・看護学校共通模試（3年）、公務員模試（3年）、看護模試（2年）、前期中間考査
- 7月 - 北陽祭、夏季休業、夏季進学講習
- 8月 - 実力診断テスト（3年）、大学・看護学校共通模試（3年）、基礎力診断テスト
- 9月 - 前期期末考査、ベネッセ駿台大学入学共通テスト模試、看護模試・公務員模試（2年）、大学入学共通テスト模試（3年）、体育祭、前期終業式、学期間休業
- 10月 - 後期始業式、大学・看護学校共通模試（3年）、見学旅行、ベネッセ駿台記述模試、実力診断テスト（1・2年）
- 11月 - ベネッセ駿台大学入学共通テスト模試、後期中間考査、看護模試・公務員模試（2年）、職場体験（1年）
- 12月 - 冬季休業、冬季進学学習
- 1月 - 実力診断テスト（1・2年）、基礎力診断テスト、看護模試・公務員模試（2年）、後期期末考査（3年）
- 2月 - 後期期末考査（1・2年）
- 3月 - 卒業式、修了式、学年末休業

## 部活動・同好会・外局
体育部
- 男子バスケットボール部
- 女子バスケットボール部
- レスリング部
- 男子バレーボール部
- 陸上競技部
- 水泳部
- 男子バドミントン部
- 女子バドミントン部

文化部
- 美術部
- 書道部
- 演劇部
- 創作漫画部
- 写真部
- ボランティア部
- 科学部

同好会
- 軟式野球同好会
- 卓球同好会
- サッカー同好会

外局
- 吹奏楽局
- 放送局
- 図書局

## 交通アクセス
鉄道
- JR長都駅東口より徒歩24分。

バス
- 北海道中央バス みどり台線・みどり台空港線「北陽高校前」停留所下車、徒歩5分[8]。
- 千歳相互観光バス・道南バス 勇舞空港線「北陽高校前」停留所下車、徒歩5分[9]。
- 富士交通 市民病院プール線「北陽高校前」停留所下車、徒歩5分[10]。（朝の一便のみ北陽高校前まで運行[10]）

## 著名な出身者
- 佐藤友哉 - 小説家
- 矢部美穂（中退）- タレント
- 新井田雅樹 - 声優
- 伊藤羽仁衣 - ファッションデザイナー
- 宮田まこと - ミュージシャン（KUSU KUSUメンバー）
- 赤妻洋貴 - 俳優